# Comuna Plitvička Jezera, Lika-Senj
Plitvička Jezera este o comună în cantonul Lika-Senj, Croația, având o populație de 4.373 de locuitori (2011).

## Demografie
Componența etnică a comunei Plitvička Jezera
     Croați (70,11%)
     Sârbi (27,08%)
     Necunoscut (1,01%)
     Neclasificat (1,39%)
Componența confesională a comunei Plitvička Jezera
     Catolici (68,85%)
     Ortodocși (25,45%)
     Fără religie și atei (2,79%)
     Musulmani (1,21%)
     Necunoscută (1,42%)
     Alte religii (0,27%)
Conform recensământului din 2011, comuna Plitvička Jezera avea 4.373 de locuitori. Din punct de vedere etnic, majoritatea locuitorilor (70,11%) erau croați, cu o minoritate de sârbi (27,08%). Apartenența etnică nu este cunoscută în cazul a 1,01% din locuitori. Din punct de vedere confesional, majoritatea locuitorilor (68,85%) erau catolici, existând și minorități de ortodocși (25,45%), persoane fără religie și atei (2,79%) și musulmani (1,21%). Pentru 1,42% din locuitori nu este cunoscută apartenența confesională.